# Dos Navigator
Der Dos Navigator (kurz DN) ist ein DOS-Klon des beliebten, ebenfalls für DOS konzipierten Dateimanagers Norton Commander in Zwei-Fenster-Technik. Er wurde 1991 bis 1999 von RITLabs, einer moldawischen Firma, entwickelt und vertrieben. Der Dos Navigator gehörte zu den wenigen Programmen, die die objektorientierte Interface-Bibliothek Turbo Vision von Turbo Pascal konsequent und erfolgreich nutzten. Das Programm ist in seiner Grundbedienung seinem Vorbild, dem Norton Commander, sehr ähnlich (Aussehen, Tastenbelegungen etc.), aber deutlich flexibler, besser konfigurierbar und umfangreicher. Der integrierte Editor gehörte zu den mächtigsten und umfangreichsten für DOS (editieren von Spalten- und Blöcken). Mittels konfigurierbaren Verknüpfungen zu Dateierweiterungen und flexiblen Menüs ließen sich externe Programme wie Viewer, Packer und andere leicht in die Oberfläche einbinden und erweiterten so die Funktionalität des Programms zusätzlich. Auch ist eine farbliche Unterscheidung von Dateitypen einstellbar. Eine Besonderheit ist die Unterstützung diverser VGA-Videomodi, die eine Darstellung abseits der üblichen 80 Spalten und 25 Zeilen ermöglicht. Auch ein einfaches Tetrisspiel gehörte zum Programm.
Mit dem NTFS-Dateisystem, das unter anderem von Windows XP verwendet wird, ist der Dos Navigator nicht mehr kompatibel, wohl aber mit allen Versionen des FAT-Dateisystems. Mittels des DOS-Treibers DOSLFN ist es möglich, alle Dateioperationen aus einer reinen DOS-Umgebung (zum Beispiel das einer Notfalldiskette) durchzuführen, ohne dabei die langen Dateinamen von VFAT-Systemen zu zerstören, die in der Oberfläche selbst, auf Grund des Textmodus, nur unzureichend dargestellt werden können.
Seit dem Jahr 1999 ist der Dos Navigator ein Open-Source-Projekt und wird von verschiedenen Gruppen weiterentwickelt. Der erste bekannte Ableger dieses Projektes ist Necromancer’s Dos Navigator (NDN), der in Versionen für DOS, Windows NT/XP und Linux vorliegt und de facto die letzte aktuelle Version des Dos Navigators ist.
Von 2002 bis 2008 waren auch wieder etliche Versionen des ursprünglich von RITLabs koordinierten Projektes erhältlich. Die letzte Version des nun in der Oberfläche DN/2 genannten Programms trug am 19. September 2008 die Nummer 2.14. Beide Linien ähneln sich stark, wobei der Necromancer’s Dos Navigator umfangreicher ist und aktueller. 2019 gab es hier eine Update auf Version 3.00, Bugfixes werden bis jetzt (August 2023) veröffentlicht.